# Kenneth J. Braithwaite

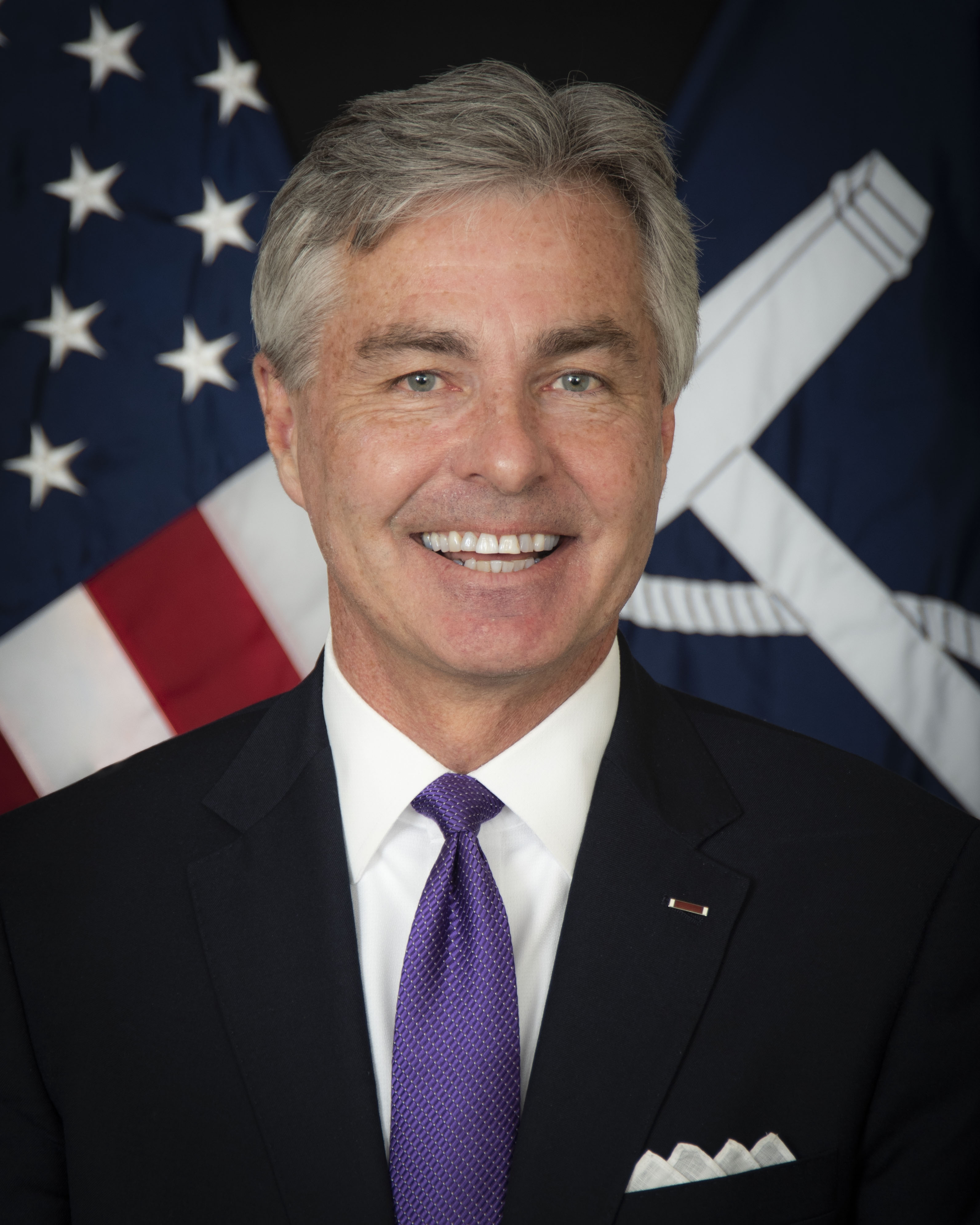

Kenneth J. Braithwaite (n. Míchigan, EE. UU.; 1960) es un militar y político estadounidense que fue el 31.º embajador de Estados Unidos en Noruega y 77.º secretario de la Armada de los Estados Unidos (2020-2021), ambos con la administración Trump.

## Biografía
Nació en Míchigan en 1960. Se graduó en la Academia Naval de los Estados Unidos en 1984 y se desempeñó como aviador naval. Alcanzó el rango de contraalmirante.
En 2020 se convirtió en el 77.º secretario de la Armada. Asumió el 29 de mayo. Su gestión estuvo marcada por la pandemia de COVID-19. Fue sustituido por Carlos del Toro en agosto de 2021.

| Predecesor: Richard V. Spencer | 77.º secretario de la Armada de los Estados Unidos mayo de 2020-agosto de 2021 | Sucesor: Carlos del Toro |